# Josie et les Pussycats (film)
Pour les articles homonymes, voir Josie et les Pussycats.
Pour plus de détails, voir Fiche technique et Distribution.
Josie et les Pussycats (Josie and the Pussycats) est un film américain de Harry Elfont et Deborah Kaplan, sorti en 2001.
Le film est une adaptation de la série de comics Josie and the Pussycats de l'éditeur Archie Comics. Il s'agit de la première adaptation du groupe au cinéma après deux séries télévisées d'animations. Il s'agit également de la toute première adaptation d'une série de l'éditeur au cinéma.

## Synopsis
Josie et les Pussycats est un girls band composé de trois jolies filles déguisées en félins : Josie, Valerie et Melodie. Elles vivent dans la petite ville de Riverdale où leur carrière musicale ne démarre pas. Elles rencontrent Wyatt Frame (Alan Cumming), un producteur qui vient de perdre un boys band, les Dujour, dans un étrange accident d'avion. Frame leur fait signer un contrat, les fait poser pour des photographies, les installe dans une suite luxueuse. Josie, Val et Mel s'inquiètent un peu : leur producteur n'a toujours pas pris le temps d'écouter leur musique et elles ignorent si cela va lui plaire. En réalité, il s'en moque, car les chansons qu'il leur fait enregistrer contiennent des messages subliminaux qui forcent les adolescents à aimer leur musique.

## Fiche technique
- Durée : 98 min
- Pays : États-Unis
- Langue : Anglais
- Format : couleur (DeLuxe) 1.85 : 1, son DDS / DTS / Dolby Digital
- Production : Marc Platt Productions
- Musique : John Frizzell

## Distribution
- Rachael Leigh Cook (V.F : Alexandra Corréa - V.Q. : Camille Cyr-Desmarais) : Josie McCoy
- Rosario Dawson (V.Q. : Hélène Mondoux) : Valerie Brown
- Tara Reid (V.Q. : Christine Bellier) : Melody Valentine
- Alan Cumming (V.Q. : Antoine Durand) : Wyatt Frame
- Parker Posey (V.Q. : Anne Bédard) : Fiona
- Gabriel Mann (V.Q. : Benoit Éthier) : Alan M.
- Paulo Costanzo (V.Q. : Martin Watier) : Alexander Cabot
- Missi Pyle (V.Q. : Isabelle Leyrolles) : Alexandra Cabot
- Tom Butler (V.Q. : Hubert Gagnon) : Agent Kelly
- Carson Daly : Lui-même
- Alex Martin : Les
- Donald Faison : D.J., membre du groupe Dujour
- Breckin Meyer (V.Q. : Louis-Philippe Dandenault) : Marco, membre du groupe Dujour
- Seth Green : Travis, membre du groupe Dujour
- Eugene Levy : Lui-même

Source et légende : Version québécoise (V.Q.) sur Doublage Québec.
La version française a été faite en Belgique par le Studio Dubbing Brothers (confirmé par le DVD)

## Bande originale
Kay Hanley chanteuse du groupe Letters to Cleo interprète les chansons que chante Josie.